# Рипке, Владимир Владимирович
Влади́мир Влади́мирович Ри́пке (10 [22] августа 1894 — 7 [20] ноября 1919) — участник Белого движения на Юге России, командир бронепоезда «Дроздовец», капитан.

## Биография
Православный. Сын петербургского лекаря Владимира Альбертовича Рипке (1862—1921). Среднее образование получил в 1-й Санкт-Петербургской гимназии, которую окончил в 1912 году и поступил на военную службу.
По окончании Михайловского артиллерийского училища 24 августа 1914 года был произведен в подпоручики, а 25 октября того же года переведен в 26-ю артиллерийскую бригаду, с которой и вступил в Первую мировую войну. За боевые отличия был награждён несколькими орденами, в том числе орденом Св. Анны 4-й степени с надписью «за храбрость». Произведен в поручики 4 февраля 1916 года, в штабс-капитаны — 13 августа того же года.

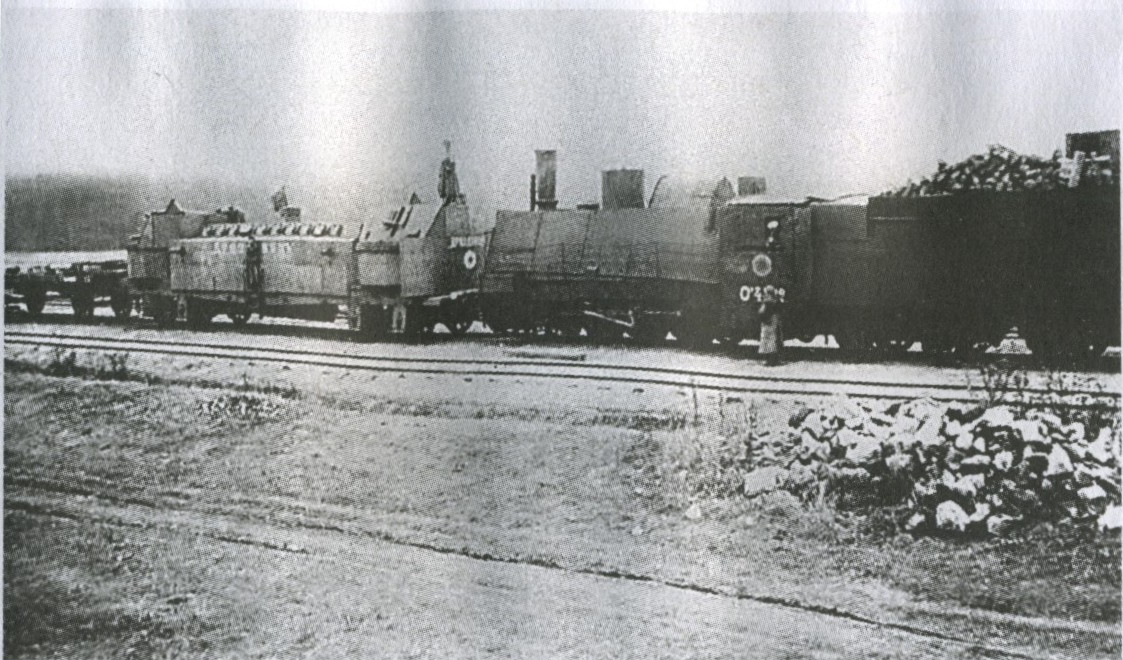
Бронепоезд «Дроздовец»

С началом Гражданской войны вступил в отряд полковника Дроздовского, формирующийся на Румынском фронте, участвовал в походе Яссы — Дон. По прибытии в Добровольческую армию — в 1-й батарее 3-й (Дроздовской) артиллерийской бригады. Затем был назначен командиром бронепоезда «Дроздовец», с которым участвовал в походе на Москву. Служивший в команде бронепоезда подпоручик Н. И. Плавинский вспоминал действия своего командира в одном из боёв:

…штабс-капитан Рипке, неизменно находясь на контрольной площадке, приказывает перенести огонь в непосредственный тыл красных цепей. Дроздовцы перешли в атаку. Всё шло хорошо, но дула орудий так накалились, что стрелять было опасно. А тут ещё новая беда — красные начали обстреливать бронепоезд химическими снарядами. Хлор затянул тяжелой пеленой все пространство около бронепоезда. Невозможно было смотреть, дышать — слёзы катились градом, ежесекундно нужно было сморкаться… А мы все продолжали стрелять. Штабс-капитан Рипке не тронулся с места. Наконец, красные смешались окончательно, их артиллерия замолчала. Только тогда бронепоезд был выведен из полосы хлора.

За боевые отличия был произведен в капитаны. Командир дроздовцев генерал-майор Туркул приводил следующую характеристику:

Как из потустороннего мира доносится спокойный голос капитана Рипке. Он такой же холодный храбрец, каким был Туцевич. Невысокий, неслышный в походке и движениях, с очень маленькими руками, светлые волосы острижены бобриком, пенсне, всегда сдержанный, не выбранится, не прикрикнет, а все замирает при виде его, и команда действительно предана до смерти своему маленькому капитану.

Капитан Рипке застрелился 7 (20) ноября 1919 года после того, как бронепоезда «Дроздовец», «Иоанн Калита», «Москва» и «Генерал Дроздовский» были отрезаны от путей отступления взрывом железнодорожного виадука у Льгова. Виадуки были взорваны пехотными частями отступавших дроздовцев. Генерал-майор Туркул описывал этот эпизод так:

Мы посовещались на рельсах и решили взорвать все четыре [бронепоезда-прим.]. Погрузили на подводы снаряды, замки орудий, пулемёты, патроны и на рассвете быстро ушли. За нами загремели тяжелые взрывы — мы сами взрывали наших броневых защитников.
На другое утро подкатил шедший за нами бронепоезд «Дроздовец». Я помню, как капитан Рипке, совершенно бледный и, как мне показалось, спокойный, молча сидел в углу на вокзале. И мне все казалось, что ему нестерпимо холодно.
Через день капитан Рипке застрелился, не выдержал потери бронепоездов.

## Награды
- Орден Святой Анны 4-й ст. с надписью «за храбрость» (ВП 9.10.1915)
- Орден Святого Станислава 3-й ст. с мечами и бантом (ВП 12.04.1916)
- Орден Святой Анны 3-й ст. с мечами и бантом (ВП 21.06.1916)
- Орден Святого Станислава 2-й ст. с мечами (ВП 7.11.1916)
- Орден Святой Анны 2-й ст. с мечами (ВП 5.12.1916)